# Anarquía (historieta)
Anarquía es un personaje ficticio que aparece en cómics publicados por DC Comics y que fue creado conjuntamente por Alan Grant y Norm Breyfogle,

## Desarrollo
Apareció por primera vez en Detective Comics #608 (noviembre de 1989), como un adversario de Batman. Introducido como Lonnie Machin, un niño prodigio con conocimientos sobre la filosofía radical y conducido a derrocar a los gobiernos para mejorar las condiciones sociales, las historias que giran en torno a Anarquía están centradas con frecuencia en temas políticos y filosóficos. El personaje, que debe su nombre a la filosofía del anarquismo, propugna principalmente al antiestatismo; sin embargo, múltiples problemas sociales han sido abordados a través del personaje, incluyendo el ambientalismo, antimilitarismo, la desigualdad económica, y la corrupción política. Inspirado por múltiples fuentes, las primeras historias que presentaban al personaje a menudo incluían homenajes a libros políticos y filosóficos, y hacían referencia a filósofos y teóricos anarquistas. La inspiración para la creación del personaje y su desarrollo inicial se basó en el interés personal de Grant en la filosofía y la política antiautoritaria. Sin embargo, cuando el propio Grant se transicionó a la filosofía Neo-Tech, desarrollada por Frank R. Wallace, él cambió el enfoque de Anarquía de un vehículo para la filosofía socialista y populista, al pensamiento racionalista, ateo y basado en el mercado libre.
Originalmente destinado a ser utilizado únicamente en la historia debut en la que apareció, Grant decidió continuar usando a Anarquía como un personaje esporádicamente recurrente a principios de los 90, tras una recepción positiva de lectores y de Dennis O'Neil. El personaje experimentó un breve aumento en exposición a los medios a finales de los 90, comenzando cuando Norm Breyfogle convenció a Grant de producir una serie limitada basada en el personaje. La serie spin-off de 1997, Anarky, fue recibida con críticas y ventas positivas, y fue declarada más tarde por Grant como uno de sus "puntos destacados en su carrera". Batman: Anarky, una colección rústica comercial de historias protagonizadas por el personaje, pronto siguió. Esta aclamación popular culminó, sin embargo, en una financieramente y críticamente fracasada serie continua en solitario. La serie de 1999 Anarky, en la que incluso Grant ha expresado su disgusto, fue cancelada rápidamente después de ocho ediciones.
Tras la cancelación de la serie Anarky, y la salida de Grant de DC Comics, Anarquía experimentó un período prolongado de ausencia en publicaciones de DC, a pesar del interés profesional y de los fanáticos en su regreso. Este período de oscuridad duró aproximadamente nueve años, con tres breves interrupciones por apariciones menores en 2000, 2001 y 2005. En 2008, Anarquía reapareció en una edición de Robin escrita por Fabian Nicieza, con la intención de poner fin a este período de oscuridad. El arco argumental alteró drásticamente la presentación del personaje, provocando una serie de respuestas por Nicieza a lectores preocupados. Anarquía se convirtió en un personaje recurrente en ediciones de Red Robin, escritas por Nicieza, hasta que la serie fue cancelada en 2011 a raíz de The New 52.
En 2013, Anarquía experimentó un pequeño resurgimiento a través de una serie de apariciones destacadas a través de múltiples plataformas de los medios. En julio, una versión renovada de Anarquía debutó como el principal antagonista en Beware the Batman, una serie animada de Batman producida por Warner Bros. Animation. En octubre, el personaje hizo su debut en un videojuego en Batman: Arkham Origins, como un villano que amenaza a instituciones gubernamentales y empresariales con destrucción. Finalmente, en noviembre, el personaje fue reiniciado para la continuidad de The New 52 en una edición de Green Lantern Corps, la cual a su vez era un tie-in con el arco argumental de Batman: Zero Year.

## Historia
Hizo su debut como enemigo de Batman en Detective Comic N° 608, donde se presentó como un justiciero del pueblo pero cuyos métodos no son aprobados por Batman. En su debut, Anarquía se dedicaba a vengar a los ciudadanos que reclamaban sus problemas en la sección de cartas al director de un diario.
Luego de ser descubierto, fue recluido en un correccional infantil, pero atacó nuevamente como MoneySpider, una especie de Robin Hood informático que robaba en línea a los bancos para donar el dinero a los pobres. En esa ocasión fue descubierto por Tim Drake, quien se encontraba en pleno entrenamiento para ser Robin.
Durante la etapa de Jean Paul como Batman, Anarquía se escapó del correccional y atacó a Batman creyendo que era la raíz de todos los problemas de Gotham, pero Batman le dio una paliza y le dejó ir. Anteriormente se creía en la posibilidad de que Lonnie fuese hijo del Joker; pesé a que la serie propia de Anarquía fue cancelada, Alan Grant, negó la posibilidad de que Anarquía sea hijo del payaso del crimen.

## Caracterización
Anarquía ha sufrido varios cambios en su caracterización en el transcurso de la existencia del personaje. Estos fueron decididos en gran medida por Alan Grant, quien entre la creación de Anarquía al final de la serie de 1999 Anarky, era en gran parte el único autor del personaje. Tras la salida de Grant y Breyfogle de DC Comics, la caracterización de Anarquía cayó en varios autores que lo utilizaron a partir de entonces.

### Descripción y motivaciones
Lonnie Machin es introducido como un escolar de doce años de edad. Un hijo único, él comparte sus rasgos físicos de piel clara y cabello rojo con sus padres, Mike y Roxanne Machin, una familia de clase media que vive en Ciudad Gótica. La edad del personaje fue ajustada continuamente durante el curso de varios años; declarado ser de catorce años durante "The Anarky Ultimatum" en Robin Annual #1, fue restablecido como un niño de quince años durante los acontecimientos de la serie limitada Anarky, y ajustado a dieciséis al año siguiente durante la serie continua.
Grant describió lacónicamente a Lonnie Machin como "un adolescente muy serio para su edad que quiere poner al mundo a derechos." Como el personaje estaba basado en un tema de ideas, inicialmente no se le dio un pasado trágico personal; un motivador común en la ficción de superhéroes. Esto fue pensado para contrastar con Batman, quien luchaba contra el crimen debido a una tragedia personal, mientras que Anarquía lo haría en nombre de ideales y creencias. A medida que el personaje fue más desarrollado, también tuvo la intención de contrastar con superhéroes adolescentes comunes. En referencia a la tradición establecida por Stan Lee y Jack Kirby de ensillar adolescentes con problemas personales, Grant deliberadamente no le dio a Anarquía ninguno, ni tampoco desarrolló una novia o vida social para el personaje. Como Grant escribió para la introducción de Batman: Anarchy, esto pretendía transmitir la idea de que Anarquía tenía su mente solo en sus metas. En una de las primeras exploraciones de la historia de fondo de Lonnie Machin en "The Anarchy Ultimatum", Grant describió a Lonnie como un lector prolífico, pero también como alguien aislado de sus compañeros de su misma edad durante su infancia. Esto fue elaborado años más tarde en el arco argumental "Anarchy", el cual describió a Lonnie como alguien que perdió a un amigo de su infancia viviendo en una nación empobrecida, con este último sufriendo la pérdida de su familia debido a la guerra civil y el conflicto antes de desaparecer por completo. El shock resultante de descubrir a una edad tan joven de que el mundo estaba en crisis precipitó la maduración rápida y la eventual radicalización de Lonnie Machin.

### Temas heroicos y malvados
La introducción de Anarquía durante los 80s fue parte de un cambio más amplio entre los villanos de la franquicia de Batman de la época. Mientras que muchos villanos ingenuos y torpes de épocas anteriores fueron abandonados, y más villanos icónicos fueron hechos más violentos para atender los gustos de un público madurando, algunos fueron introducidos para desafiar a los lectores a "cuestionar toda brecha entre tipo malo / bueno." Cayendo en "el estereotipo del anarquista que porta bombas", el diseño de Anarquía fue contrarrestado por sus posturas de principio para crear un contraste extraño. En una reseña de la miniserie Anarchy, Anarquía fue denominado como "antivillano", en lugar de "antihéroe", debido a su filosofía altamente principista, que va en contra de la mayoría de los villanos: "En la era del antihéroe, sólo tiene sentido tener al ocasional antivillano también. Pero a diferencia de antihéroes sociópatas vigilantes como Punisher, un antivillano como Anarquía ofrece algo de comida interesante para reflexionar. Claro, él rompe la ley, pero lo que realmente quiere es salvar al mundo ... y tal vez tiene razón."